# Hans-Georg Härter

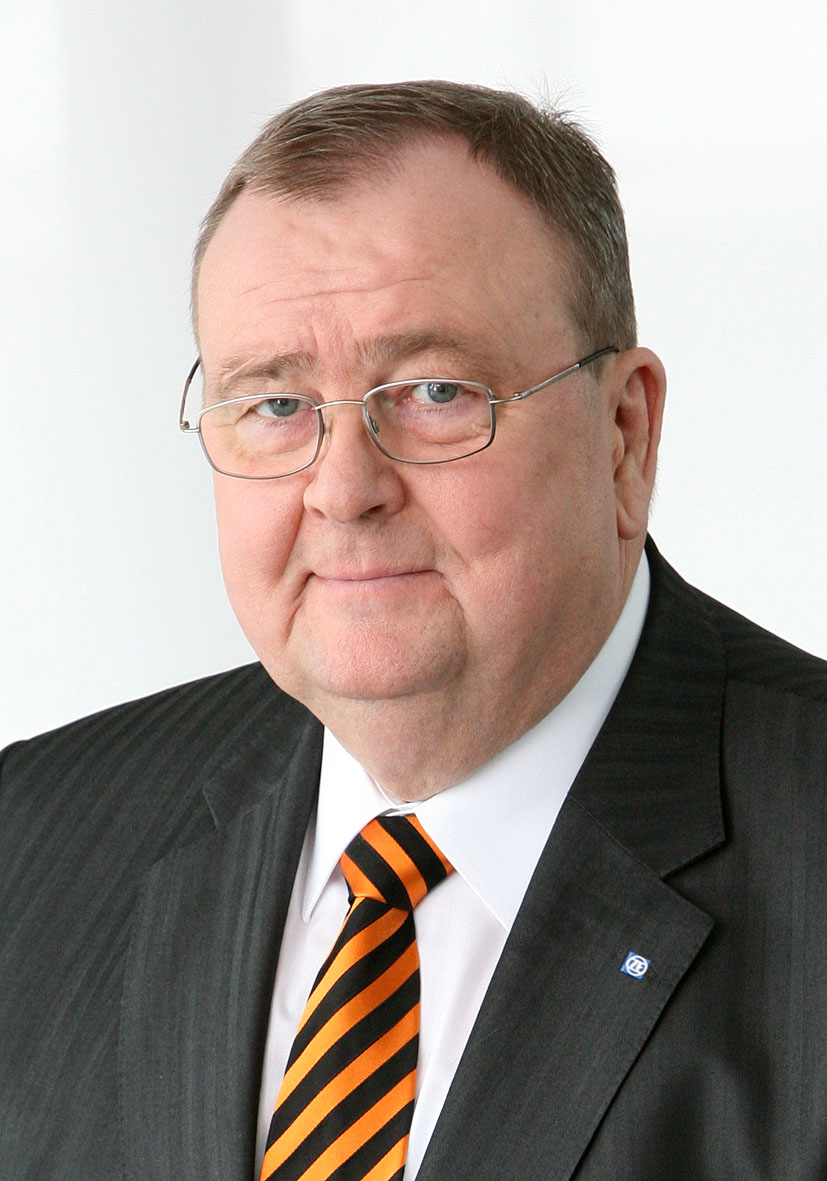
Hans-Georg Härter

Hans-Georg Härter (* 2. Mai 1945 in Bensheim) war von 2007 bis 30. April 2012 Vorstandsvorsitzender der ZF Friedrichshafen AG.
Sein Nachfolger im Vorsitz des Konzernvorstands war ab dem 1. Mai 2012 Stefan Sommer.

## Biographie
Nach einer Ausbildung als Maschinenschlosser machte Härter einen Abschluss als staatlich geprüfter Techniker an der Techniker-Tagesschule Berlin. Danach studierte er an der Akademie Meersburg und erreichte den Abschluss „Technischer Betriebswirt“.
Härter startete seine berufliche Karriere bei der ZF Passau GmbH in Passau im Juni 1973. Im Januar 1991 wurde er Mitglied und im Juli 1994 Vorsitzender der Geschäftsführung der ZF Passau GmbH. Im selben Monat erfolgte auch seine Berufung zum Mitglied der Unternehmensleitung der ZF Friedrichshafen AG. Ab Januar 2002 war er Vorsitzender des Vorstands der ZF Sachs AG in Schweinfurt. Im Oktober 2006 wurde Härter Vorstandsmitglied und war von Januar 2007 bis Ende April 2012 Vorsitzender des Vorstands der ZF Friedrichshafen AG.
Härter ist verheiratet und Vater von zwei Söhnen.

## Mandate
- Aufsichtsrat Flughafen Friedrichshafen GmbH
- Verwaltungsrat Klingelnberg AG
- Beirat Landesbank Baden-Württemberg
- Vorstand Verband der Automobilindustrie
- Vorstand Verband Deutscher Maschinen- und Anlagenbau e.V.
- Stiftungsrat Zeppelin University Friedrichshafen
- Seit 2010 Aufsichtsrat der Faurecia S.A.
- Seit September 2012 Aufsichtsrat des Schlossherstellers Kiekert AG
- Aufsichtsrat der Knorr Bremse AG
- Seit April 2015 Aufsichtsratsvorsitzender der DEUTZ AG

## Auszeichnungen
- 2002: Bayerischer Verdienstorden
- 2005: Bürgermedaille der Stadt Passau
- 2007: Ehrensenator der Universität Passau
- 2007: Ehrenvorsitzender des Festspiele Europäische Wochen Passau e.V.